# Mario Edo Gil
Mario Edo Gil (Fanzara, Alt Millars, 10 de setembre de 1958 - Castelló de la Plana, 20 de juny de 2013) va ser un polític valencià, diputat al Congrés dels Diputats en la VII legislatura 
Fill d'agricultors, treballador industrial i secretari general del PSPV-PSOE a Castelló de la Plana el 1999-2000, fou diputat per la província de Castelló a les eleccions generals espanyoles de 2000. Ha estat portaveu adjunt de la Comissió d'Agricultura, Ramaderia i Pesca del Congrés dels Diputats.
A les eleccions municipals espanyoles de 2007 fou escollit regidor de l'ajuntament de Castelló de la Plana, càrrec que abandonà en 2013 per culpa de la malaltia que poc després li llevaria la vida.